# Економічна
Економі́чна — вантажна залізнична станція Лиманської дирекції Донецької залізниці.
Розташована у місті Добропілля, Покровський район, Донецької області на лінії Мерцалове — Лунна між станціями Добропілля 16 км та Лунна 2 км. У безпосередній близькості шахта «Добропільська».
Із 2007 р. пасажирське сполучення на даній ділянці припинене.